# Bangxing
Bangxing (en chinois : 旁辛 ; en Pinyin : Bàngxīn) est un village et un canton du xian de Gyirong, dans la région autonome du Tibet, en République populaire de Chine.
La localité se trouve à une altitude de 2 161 mètres. Sa population était de 1 351 habitants en 2007.